# Список відеоігор «Бліч»
Більшість ігор за мотивами аніме та манґи Bleach були випущені тільки в Японії. Як правило, компанія Sony Computer Entertainment видає ігри для ігрових приставок Sony, тоді як Sega займається лінійкою для Nintendo Gamecube, а Treasure Co. Ltd. — для Nintendo DS.

## Bleach: Blade Battlers
Bleach: Blade Battlers (яп. ＢＬＥＡＣＨ　～ブレイド・バトラーズ～) — серія відеоігор в жанрі файтінг, присвячених аніме та манзі Bleach. Дані ігри, розроблені компанією Racjin, виходили тільки в Японії на платформі Playstation 2.
Друга частина серії називається Bleach: Blade Battlers 2nd (яп. ＢＬＥＡＣＨ　～ブレイド・バトラーズ２ｎｄ～).

### Геймплей
Гравець отримує в своє управління одного з персонажів Bleach і б'ється з іншими героями. Є можливість відкривати додаткові здібності, наприклад, банкай для меча Куросакі Ітіго або здібності Кутікі Рукії управляти льодом. Крім того, в першій частині гри немає арранкарів та вайзардів.
Ігрові режими: навчання, сюжетний, PVP (до чотирьох гравців), магазин Урахари. Спочатку доступно лише декілька персонажів, але у міру проходження сюжету відкриваються і інші. Наприклад, в Bleach: Blade Battlers 2 відразу не можна грати більшою частиною сініґамі з Готей 13.

## Bleach: The Blade of Fate
Bleach: The Blade of Fate (укр. «Клинок долі») у Японії відома як Bleach DS Soten ni Kakeru Unmei (яп. 蒼天に駆ける運命) була випущена 26 січня 2006 року.

### Сюжет
Куросакі Ітіго, головний герой Bleach, повинен врятувати сініґамі Рукію, яка засуджена до смертельної кари за те, що передала Ітіго свої сили сініґамі. Сюжетні подробиці розрізняються залежно від того, за якого персонажа ви граєте.

### Геймплей
Битви відбуваються між двома або чотирма персонажами в різних комбінаціях. Опонент може управлятися комп'ютером або іншим гравцем через Nintendo Wi-fi Connection. Всього зроблено 16 ігрових арен на 3D-фонах.
Доступні такі режими: сюжетний, аркада, PVP (гравець проти комп'ютера або проти іншого гравця через Wi-fi), режим тренування, дуель, гра на час, режим виживання, а також режим для чотирьох чоловік. Під час бійок можна використовувати спеціальні карти, що дають додаткові бонуси.